# Зеннвальд
Зеннвальд (нім. Sennwald) — громада  в Швейцарії в кантоні Санкт-Галлен, виборчий округ Верденберг.

## Географія
Громада розташована на відстані близько 160 км на схід від Берна, 21 км на південний схід від Санкт-Галлена.
Зеннвальд має площу 41,6 км², з яких на 10,2% дозволяється будівництво (житлове та будівництво доріг), 48,4% використовуються в сільськогосподарських цілях, 30,5% зайнято лісами, 11% не є продуктивними (річки, льодовики або гори).

## Демографія
2019 року в громаді мешкало 5665 осіб (+16,9% порівняно з 2010 роком), іноземців було 32,2%. Густота населення становила 136 осіб/км².
За віковим діапазоном населення розподілялося таким чином: 18,5% — особи молодші 20 років, 65,8% — особи у віці 20—64 років, 15,7% — особи у віці 65 років та старші. Було 2493 помешкань (у середньому 2,3 особи в помешканні).
Із загальної кількості 4067 працюючих 217 було зайнятих в первинному секторі, 2516 — в обробній промисловості, 1334 — в галузі послуг.